# Здравствуй и прощай
«Здравствуй и прощай» — советский художественный полнометражный цветной фильм, снятый режиссёром Виталием Мельниковым на киностудии «Ленфильм» в 1972 году.
Натурные съёмки велись в двух казачьих станицах под Ростовом-на-Дону — Приморке и Синявской. Городские сцены снимали в Новочеркасске.

## Сюжет
Год назад колхозный плотник Митька уехал в город искать «смысл жизни», бросив свою жену Шуру с тремя детьми. Внезапно он появляется, рассказывая о своей жизни в городе и работе на заводе. Дома он встречает холодный приём — Шура не простила его, дети тоже относятся к отцу настороженно. В итоге Митька снова уезжает.
Тем временем в колхоз прислан новый участковый милиционер, холостяк Буров, который начинает симпатизировать Шуре. В то же время колхозник Раков пытается познакомить Шуру со своим братом, вдовцом с тремя детьми. Шофёр Васька, тщательно оберегающий свой паспорт от штампа о браке, после очередной ссоры со своей спутницей Надей тоже проявляет интерес к Шуре. Всем троим кандидатам Шура назначает встречу вечером у реки, все они должны прокуковать, когда подойдут на назначенное место. В результате Раков с братом, Буров и Васька встречаются в камышах у реки, понимая, что Шура посмеялась над ними. Буров идёт в сельский клуб на индийский кинофильм, который смотрит и Шура. После фильма они идут рядом по улице, и Буров признаётся Шуре в том, что она ему нравится. Шура признаётся в ответной симпатии. Домой Шура возвращается лишь на рассвете, увидев, что её дети сидят на пороге и ждут её.
У Шуры начинается новая жизнь: она полюбила человека, который хочет жениться на ней. Не скрываясь, она приносит милиционеру на работу завтрак и берёт постирать его вещи. Однако неожиданно вновь приезжает Митька. Он узнаёт про отношения Шуры с Буровым и приходит в милицию сообщить ему о том, что из-за него «гибнет ячейка общества». Позже Буров говорит Шуре, что он дал Митьке слово больше не встречаться с ней. Митька берёт на заводе отпуск, а потом увольняется. Однако Шура не меняет к нему своего отношения и говорит мужу, что не любит его. Через некоторое время Митька уезжает обратно в город.
Осенью перед началом отопительного сезона Буров обходит дворы, узнавая о состоянии противопожарного инвентаря. Он подходит и к дому Шуры, кратко говоря с ней. Шура с детьми готовят глину и начинают месить её ногами, запевая песню. Шура и Буров с грустью смотрят друг на друга.

## В ролях
- Людмила Зайцева — Шура Ярмолюк, птичница
- Михаил Кононов — Митька, муж Шуры
- Олег Ефремов — Григорий Степанович Буров, участковый милиционер
- Наталья Гундарева — Надежда, буфетчица, подружка Шуры
- Виктор Павлов — Васька, шофёр, ухажёр Надежды
- Александр Демьяненко — председатель колхоза
- Борислав Брондуков — Раков, учётчик
- Таня Доронина — Зина, дочь Шуры и Митьки
- Саша Ведерников — Женька, сын Шуры и Митьки
- Жанна Блинова — Ариша, дочь Шуры и Митьки

## Съёмочная группа
- Сценарист — Виктор Мережко
- Постановщик — Виталий Мельников
- Главный оператор — Юрий Векслер
- Композитор — Владлен Чистяков